# Gà Lohmann nâu

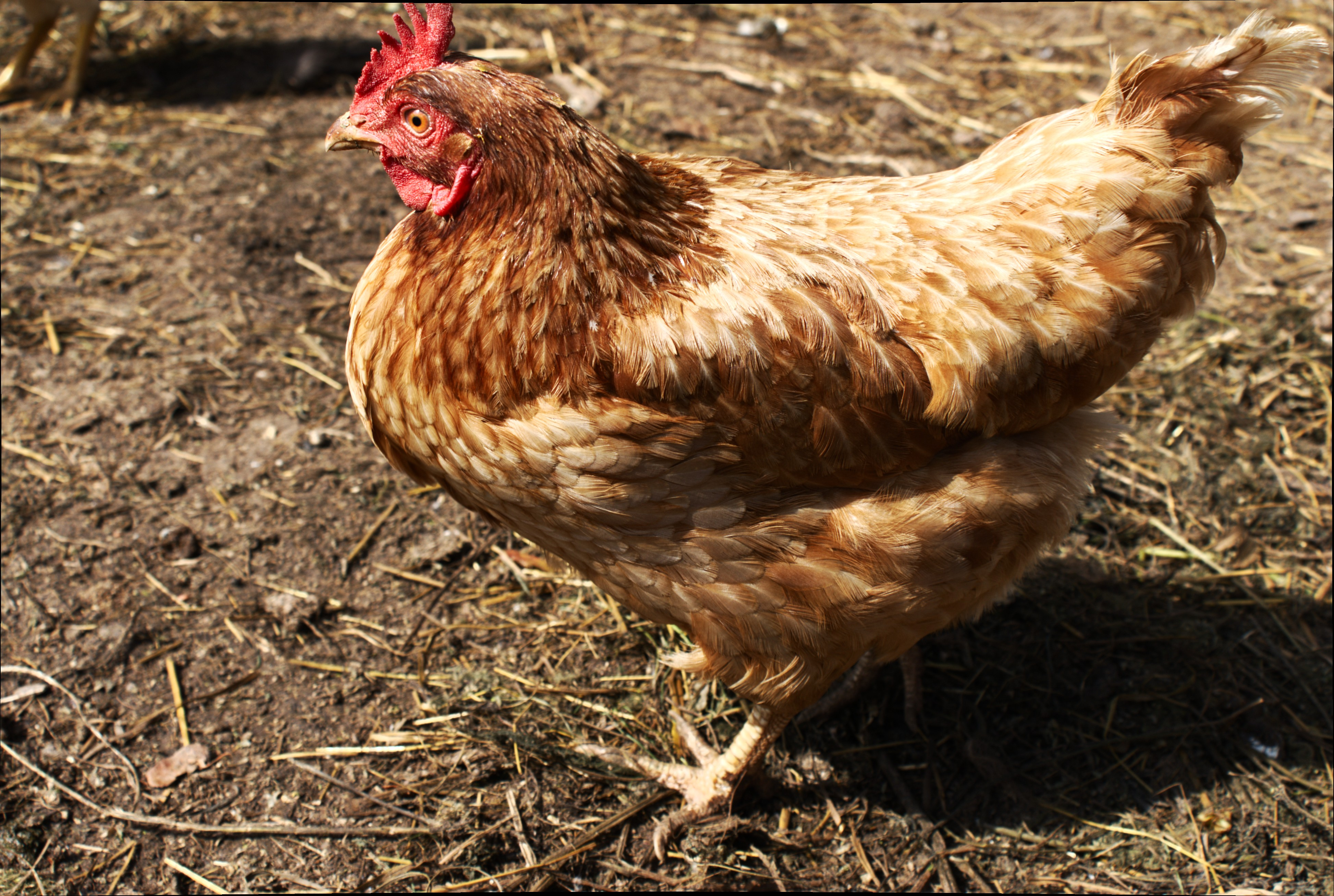
Một con gà mái Lô man Brao

Gà Lohmann nâu hay Lohmann Brown (phát âm tiếng Việt như là: Lô man Brao) là giống gà đẻ trứng nâu có nguồn gốc từ Đức. Chúng nổi bật với bộ lông màu nâu và khả năng cho trứng và thịt. Chúng là giống gà chuyên cho trứng nhưng cũng có thể là giống chuyên dụng để sản xuất ra gà thịt.

## Đặc điểm
Gà mái thương phẩm có lông màu nâu. Chúng có thể phân biệt trống mái theo màu lông, nghĩa là loại bỏ những con đực màu trắng và để lại những con mái màu nâu để nuôi lấy trứng thương phẩm. Gà thương phẩm lấy thịt có lông màu trắng, chân và mỏ vàng, chóng lớn, nuôi đến chín tuần tuổi, nặng khoảng 3 kg. Có thể bán thịt khi gà nặng khoảng 2,2 – 2,5 kg lúc 7 – 8 tuần tuổi. Tiêu tốn thức ăn/1 kg thịt hơi khoảng 1,9 – 2,0 kg. Gà thịt 49 ngày tuổi nặng 2,2 kg; tỷ lệ thân thịt 78%, tỷ lệ thịt l ườn 21%; đùi 23%; tiêu tốn 2,0 kg thức ăn cho 1 kg tăng khối lượng.

### Dòng lấy trứng
Gà thương phẩm dòng lấy trứng có tuổi đạt tỉ lệ đẻ 50% ở152 – 158 ngày; tỉ lệ đẻ đỉnh cao là 90 – 93%; sản lượng trứng trong 12 tháng đẻ là 285 – 295 quả và 14 tháng đẻ là 320 – 330 quả Lượng thức ăn tiêu thụ từ 1 – 20 tuần tuổi cho một gà hậu bị 7,4 – 7,8 kg; thời kỳ đẻ, trứng 115 – 122g/con/ngày. Tiêu tốn thức ăn để sản xuất 1 kg trứng từ 2,3 – 2,4 kg. Tỉ lệ nuôi sống trong thời kỳ gà con 97 – 98%, thời kỳ gà đẻ 94- 9 6%. Khối lượng cơ thể đến 20 tuần tuổi 1,5 – 1,6 kg; đến kết thúc đẻ trứng 2,2 – 2,4 kg.
Gà Lô man Brao giống bố mẹ có tuổi đạt tỷ lệ đẻ 50% ở 23 – 24 tuần; tỉ lệ đẻ cao nhất 90%. Sản lượng trứng giống đến 68 tuần tuổi 225 – 236 quả/mái và đến 72 tuần tuổi 237 – 248 quả/mái. Số gà con loại 1 đến 68 tuần tuổi là 90 – 95 con và đến 72 tuần tuổi 95 – 100 con. Tỉ lệ nuôi sống giai đoạn gà con 96 – 98%, giai đoạn gà đẻ 94 – 96%. Lượng thức ăn tiêu thụ từ 1 – 20 tuần tuổi khoảng 8,0 kg/con; từ 21 – 68 tuần tuổi 41,5 kg/con.

### Dòng chuyên thịt
Đối với gà chuyên thịt, tỷ lệ nuôi sống trong thời kỳ sinh trưởng 94 – 96%; thời kỳ đẻ trứng 90 – 95. Tính theo số gà đầu kỳ, sản lượng trứng trong 36 tuần đẻ 160 – 170 quả/mái và trong 40 tuần đẻ 173 – 183 quả/mái. Sản lượng trứng giống trong 36 tuần đẻ 150-160 quả/mái; trong 40 tuần đẻ 165-175 quả/mái.Tỉ lệ ấp nở bình quân trong 36 tuần đẻ 84-86%
Trong 40 tuần đẻ 83-85%. Số gà con loại 1trong 36 tuần đẻ 129 – 138con/mái; trong 40 tuần đẻ 139 – 148 con/mái. Tiêu tốn thức ăn bình quân (gồm cả thời kỳ bị bậu bị và cả trống) cho 1 quả trứng 315 – 330g; cho 1 gà con loại 1 390 – 410g. Khối lượng cơ thể bình quân của gà mái ở 26 tuần tuổi 2,25-2,75 kg; ở 66 tuần tuổi 3,30-3,50 kg.